# Ministère de la Famille et des personnes non autonomes
 (juin 2018).
Si vous disposez d'ouvrages ou d'articles de référence ou si vous connaissez des sites web de qualité traitant du thème abordé ici, merci de compléter l'article en donnant les références utiles à sa vérifiabilité et en les liant à la section « Notes et références ».
Le ministère de la Famille et des Solidarités, chargé de l'Égalité des chances est un ministère du gouvernement de la Polynésie française.

## Listes des Ministres de la Famille et des Solidarités, chargé de l’Égalité des chances
Listes des Ministres de la Famille et des Solidarités, chargé de l’Égalité des chances  de la Polynésie française
| Ministres       | Gouvernement                  | Mandats               | Parti             |
| --------------- | ----------------------------- | --------------------- | ----------------- |
| Isabelle Sachet | Gouvernement Édouard Fritch V | 23 mai 2018- en cours | Tapura Huiraatira |